# Radocza (gromada)
Radocza (do 29 VI 1960 Tomice) – dawna gromada, czyli najmniejsza jednostka podziału terytorialnego Polskiej Rzeczypospolitej Ludowej w latach 1954–1972.
Gromady, z gromadzkimi radami narodowymi (GRN) jako organami władzy najniższego stopnia na wsi, funkcjonowały od reformy reorganizującej administrację wiejską przeprowadzonej jesienią 1954 do momentu ich zniesienia z dniem 1 stycznia 1973, tym samym wypierając organizację gminną w latach 1954–1972.
Gromadę Radocza z siedzibą GRN w Radoczy utworzono 30 czerwca 1960 roku w powiecie wadowickim w woj. krakowskim w związku z przeniesieniem siedziby GRN gromady Tomice z Tomic do Radoczy i przemianowaniem jednostki na gromada Radocza; równocześnie do gromady Radocza przyłączono obszar zniesionej gromady Woźniki.
31 grudnia 1961 do gromady Radocza przyłączono wsie Witanowice i Lgota ze zniesionej gromady Witanowice.
W kwietniu 1969 dla gromady ustalono 21 członków gromadzkiej rady narodowej.
1 stycznia 1970 gromada składała się ze wsi: Lgota, Radocza, Tomice, Witanowice i Woźniki.
Gromada przetrwała do końca 1972 roku, czyli do kolejnej reformy gminnej.